# Fernando Irarrázaval Mackenna
Fernando Irarrázaval Mackenna, V marqués de la Pica (Santiago, 14 de julio de 1862-ibídem, 29 de febrero de 1940) fue un abogado y político chileno.

## Primeros años de vida
Fue hijo del senador Manuel José Yrarrázaval Larraín y de Julia Mackenna y Astorga, quien falleció al dar a luz a su hijo. A través del nuevo matrimonio de su padre, sería hermano de Arturo y Francisco Yrarrázaval Correa.
Fue educado en Bélgica e Inglaterra, obteniendo su doctorado en Leyes en la Universidad de Lovaina en 1885 y al regresar a Chile en 1887, rindió su examen en la Universidad de Chile para obtener el título profesional de abogado.

### Matrimonio e hijos
Contrajo matrimonio con María Mercedes Fernández Bascuñán, con quien tuvo a: María Mercedes, Manuel José, María Amelia, María Rosa, Francisco y a Fernando (su sucesor como Marqués).

## Vida pública
Fue diputado por Illapel entre 1895 y 1897. En 1897 decidió fundar en Papudo un balneario de turismo, para ello cede parte de los terrenos que poseía su familia alrededor del astillero. Fue benefactor de la Universidad Católica. En 1930 obtuvo la Gran Cruz de la Orden de San Gregorio El Grande.
| Predecesor: José Santiago de Irarrázaval y Portales | Título nobiliario Marqués de la Pica | Sucesor: Fernando Irarrázaval Fernández |